# Cudokaczka
Cudokaczka (Callonetta leucophrys) – gatunek średniej wielkości ptaka wodnego z rodziny kaczkowatych (Anatidae). Zamieszkuje Amerykę Południową – od Boliwii po południową Brazylię, Urugwaj i północną Argentynę. Jest gatunkiem niemigrującym, choć po sezonie lęgowym rozprasza się na niewielkie odległości, pojawiając się na niższych wysokościach i zbliżając do wybrzeży. Od XX w. jest licznie hodowana w niewoli.
Komisja Faunistyczna Sekcji Ornitologicznej Polskiego Towarzystwa Zoologicznego wymienia ją na liście gatunków stwierdzonych w Polsce, lecz nie zaliczonych do awifauny krajowej (kategoria E w klasyfikacji AERC – pojaw nienaturalny).

## Systematyka
Jest jedynym przedstawicielem rodzaju Callonetta. Miejsce gatunku w rodzinie kaczkowatych jest niejasne, prawdopodobnie najbliżej spokrewnioną z nią kaczką jest grzywienka zwyczajna (Chenonetta jubata). Nie wyróżnia się podgatunków.

## Morfologia
Wymiary
- długość ciała: 35–38 cm[11]
- masa ciała: samce ok. 380 g, samice ok. 350 g

## Ekologia i zachowanie

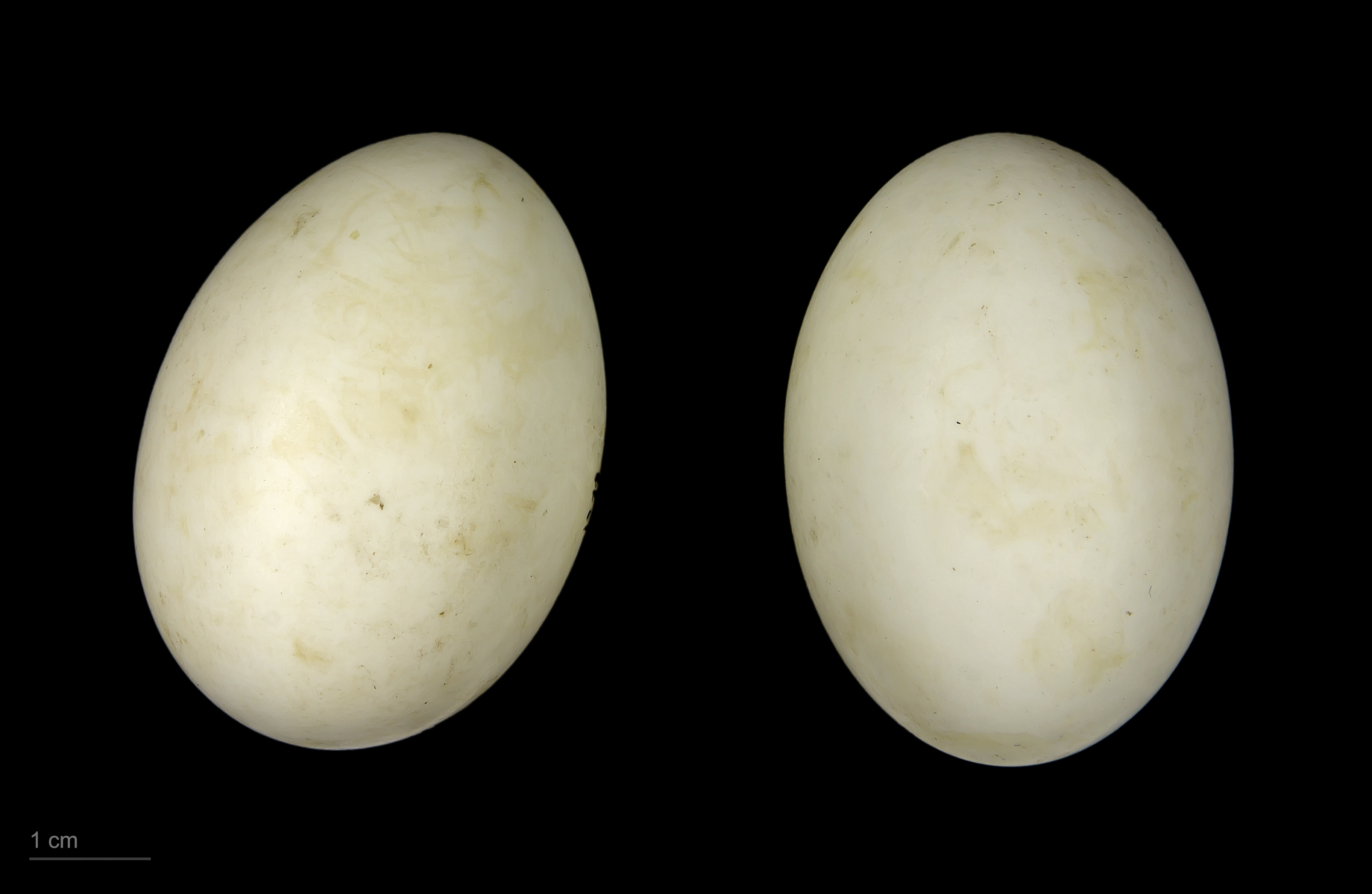
Jaja z kolekcji muzealnej

ŚrodowiskoBagniste lasy tropikalne, bagniste polany na nizinnych, dobrze zadrzewionych obszarach. Także zaciszne sadzawki i niewielkie strumienie.
PożywienieŻywi się drobnymi roślinami wodnymi, planktonem, małymi owadami i skorupiakami.
LęgiTrwają od maja do lipca.
GniazdoGniazduje na drzewie – w dziupli lub starych gniazdach innych ptaków zbudowanych z gałązek.
JajaW zniesieniu 6–12 jaj. Samica sama wysiaduje jaja przez około 26 dni, natomiast samiec pomaga jej wodzić pisklęta.
PisklętaW chwili wyklucia ważą 170–200 g. Pierwsze pióra wyrastają im po 2 tygodniach. Pełne ubarwienie uzyskują dopiero po 3 miesiącach.

## Status
Międzynarodowa Unia Ochrony Przyrody (IUCN) uznaje cudokaczkę za gatunek najmniejszej troski (LC – Least Concern) nieprzerwanie od 1988 roku. Liczebność populacji na wolności, według szacunków organizacji Wetlands International z 2021 roku, prawdopodobnie mieści się w przedziale 25–100 tysięcy osobników. BirdLife International ocenia trend liczebności populacji jako spadkowy ze względu na utratę siedlisk leśnych.

## Hodowla
Obecnie jest licznie hodowana w amatorskich hodowlach. Zaczęto ją sprowadzać do Europy w 1907 roku. Poza sezonem lęgowym można je trzymać w stadkach z innymi gatunkami ptaków. Są karmione standardowym pokarmem dla małych kaczek (ziarna pszenicy, owsa, kukurydzy i jęczmienia w formie śruty, mieszanki przemysłowe, zielonki, a młode dodatkowo pasze pochodzenia zwierzęcego).